# Chic Johnson
Pour les articles homonymes, voir Johnson.
Harold Ogden Johnson, connu sous le nom de scène Chic Johnson (né le 5 mars 1891 à Chicago et mort le 26 février 1962 à Las Vegas) est un acteur américain

## Biographie
Chic Johnson a constitué un duo avec Ole Olsen dans le théâtre vaudeville et au cinéma, intitulé Olsen & Johnson.

## Filmographie partielle
- 1931 : 50 Million Frenchmen de Lloyd Bacon
- 1931 : Gold Dust Gertie de Lloyd Bacon
- 1936 : Country Gentlemen de Ralph Staub
- 1941 : Hellzapoppin de H. C. Potter
- 1943 : Symphonie loufoque (Crazy House) d'Edward F. Cline
- 1944 : Chasseurs de fantômes (Ghost Catchers) d'Edward Cline
- 1945 : Voyez mon avocat (See My Lawyer) d'Edward F. Cline